# Інститут фізики напівпровідників імені В. Є. Лашкарьова НАН України
Інститут фізики напівпровідників імені В. Є. Лашкарьова НАН України створено у 1960 році на базі відділів та лабораторій Інституту фізики АН УРСР на виконання постанови Ради Міністрів УРСР від 3 вересня 1960 р. № 1449 «Про організацію у складі Академії наук УРСР Інституту напівпровідників» та відповідної постанови Президії АН УРСР від 7.10.1960 р. Вирішальне значення при цьому мав той факт, що в Інституті фізики на той час склалися наукові школи з фізики нерівноважних процесів у напівпровідниках і теорії напівпровідників, очолювані академіком АН УРСР, проф. В. Є. Лашкарьовим і д.ф.-м.н., проф. С. І. Пекарем. Згідно з постановою Президії АН України від 30.12.1992 р. № 353 Інститут напівпровідників перейменовано на «Інститут фізики напівпровідників». Розпорядженням Кабінету Міністрів України від 25.12.2002 р. № 714-р «Про присвоєння Інституту фізики напівпровідників Національної академії наук України імені В. Є. Лашкарьова» і відповідною постановою Президії НАН України від 04.02.2003 р. № 6 Інституту присвоєно ім'я В. Є. Лашкарьова.

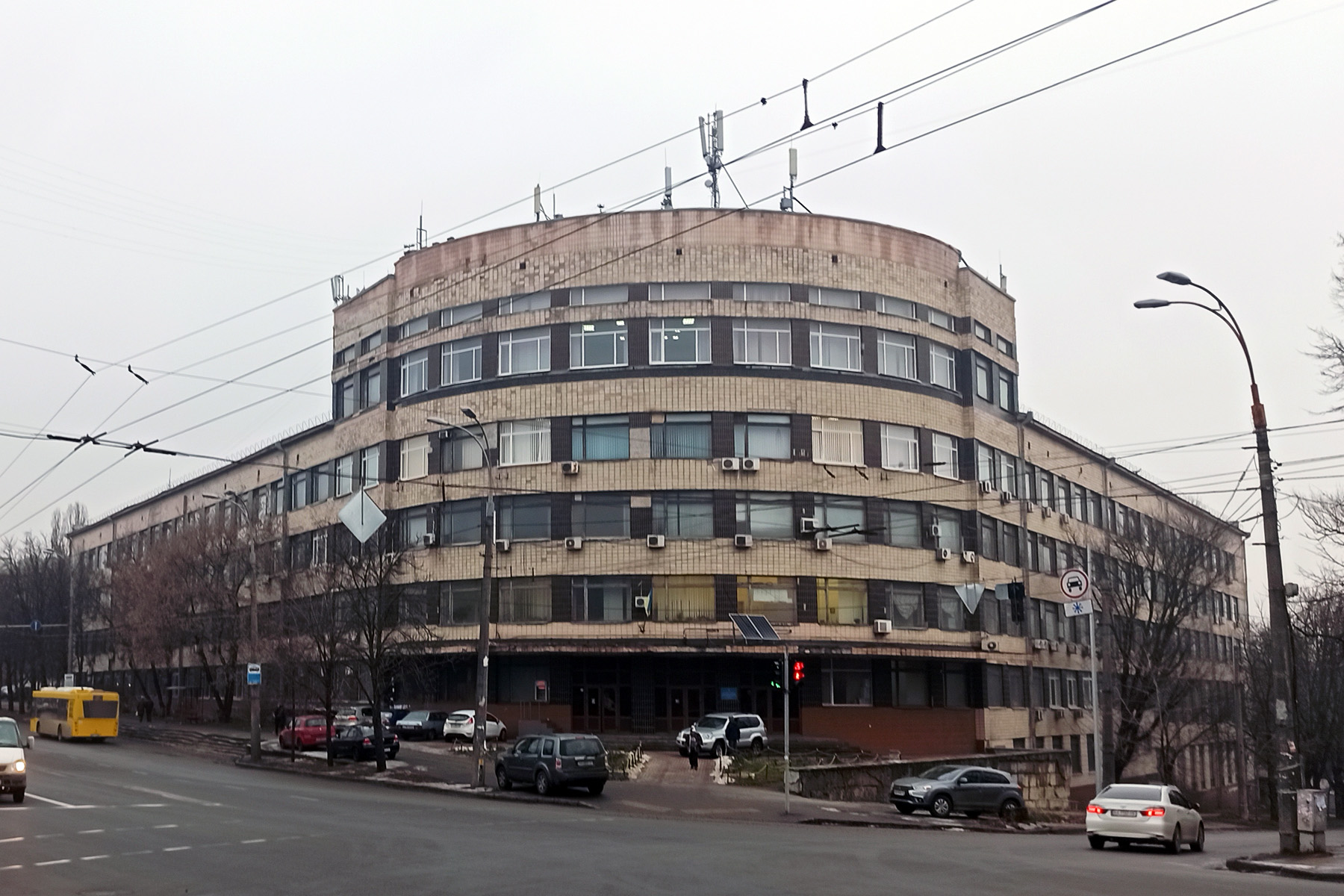
Будівля інституту на просп. Науки в Києві

Великий внесок у створення і організацію подальшої діяльності Інституту зробили також перші керівники науково-дослідних відділів і лабораторій, створених у 1960-1961-х роках: д.ф.-м.н. М. Ф. Дейген, к.ф.-м.н. М. П. Лисиця, д.ф.-м.н., проф. В. І. Ляшенко, к.х.н. І. Б. Мізецька, к.ф.-м.н. О. Г. Міселюк, к.ф.-м.н. Е. І. Рашба, к.т. н. С. В. Свєчніков, к.ф.-м.н. О. В. Снітко, к.ф.-м.н. Г. А. Федорус.
З 1960 р. по 1970 р. першим директором Інституту був академік АН УРСР Вадим Євгенович Лашкарьов (1903—1974 рр.).
З 1970 р. по 1990 р. Інститут очолював академік АН УРСР Олег Вячеславович Снітко (1928—1990 рр.).
З 1991 р. по 2003 р. директором Інституту був академік НАН України Сергій Васильович Свєчніков.
З 2003 р. по 2014 р. Інститут очолював академік НАН України Володимир Федорович Мачулін.
З 2014 р. Інститутом керує академік НАН України Олександр Євгенович Бєляєв.
В Інституті працювали і працюють відомі українські вчені, серед них 7 академіків НАН України: В. Є. Лашкарьов (1903—1974 рр.), М. П. Лисиця (1921-2012 рр.), С. І. Пекар (1917—1985 рр.), С. В. Свєчніков (1926-2017 рр.), О. В. Снітко (1928—1990 рр.), В. Ф. Мачулін (1950-2014 рр.), О. Є. Бєляєв; 13 членів-кореспондентів НАН України: М. Я. Валах, Є. Ф. Венгер, М. Ф. Дейген (1918—1977 рр.), Кладько Василь Петрович, В. О. Кочелап, В. С. Лисенко, В. Г. Литовченко, Б. О. Нестеренко (1938—2003 рр.), П. Ф. Олексенко, Ф. Ф. Сизов, В. М. Сорокін, К. Б.  Толпиго (1916—1998 рр.), М. К. Шейнкман (1929-2009 рр.). На початку 2018 р. в Інституті працювало 73 доктори наук (серед них 41 професор), 190 кандидатів наук.
Основні наукові напрями діяльності Інституту: 
-напівпровідникове матеріалознавство;
-оптоелектроніка, сонячна енергетика та енергозберігаючі технології;
-сенсорні системи;
-напівпровідникова ІЧ- і НВЧ-техніка;
-перспективні та інноваційні розробки.
Наукові відділення: оптоелектроніки, теоретичної фізики, оптики напівпровідників, фотоелектроніки, фізики поверхні та мікроелектроніки, структурного і елементного аналізу напівпровідникових матеріалів і систем, фізико-технологічних проблем напівпровідникової ІЧ-техніки, технологій і матеріалів сенсорної техніки.
До складу наукових напрямів входить 21 відділ, які очолюються переважно докторами наук.
Інститут здійснює плідне наукове та науково-технічне співробітництво з рядом університетів і наукових центрів США, Великої Британії, Франції, Італії, Іспанії, Ізраїлю, Японії, Німеччини, Китаю та ін, а також підтримує тісні наукові контакти з провідними науковими установами Росії та інших країн-членів СНД, Балтії.
Інститут видає збірник «Оптоэлектроника и полупроводниковая техника» і англомовний журнал «Semiconductor Physics. Quantum Electronics & Optoelectronics»  [Архівовано 1 червня 2017 у Wayback Machine.].
Велика увага приділяється вихованню і підготовці наукових кадрів. В Інституті діє аспірантура і докторантура, працюють спеціалізовані вчені ради по захисту дисертацій на здобуття наукового ступеня доктора наук (зі спеціальностей: 01.04.10 — фізика напівпровідників і діелектриків; 01.04.18 — фізика і хімія поверхні; 05.12.20 оптоелектронні системи) і кандидата наук (зі спеціальностей: 01.04.01 — фізика приладів, елементів і систем; 01.04.07 — фізика твердого тіла; 05.27.01 — твердотільна електроніка; 05.27.06 — технологія, обладнання та виробництво електронної техніки), здійснюється підготовка кадрів через аспірантуру (зі спеціальностей: 01.04.07 — фізика твердого тіла; 01.04.10 — фізика напівпровідників і діелектриків; 05.12.20 — оптоелектронні системи; 05.27.01 — твердотільна електроніка; 05.27.06 — технологія, обладнання та виробництво електронної техніки) та докторантуру (зі спеціальності: 01.04.10 — фізика напівпровідників і діелектриків).
Періодично проводяться Лашкарьовські читання для молодих вчених.
Залученню талановитої молоді як на роботу в Інститут, так і до навчання в аспірантурі сприяє те, що: провідні вчені Інституту читають курси лекцій в навчальних закладах України (Київському національному університеті імені Тараса Шевченка, Київському політехнічному університеті та інших); групи студентів постійно проходять бакалаврську, магістерську, виробничу, переддипломну та дипломну практику, науковими керівниками котрих є кваліфіковані науковці і спеціалісти (кандидати і доктори наук), частина випускників залишається в Інституті; вчені Інституту беруть активну участь в Днях відчинених дверей, що проводяться ВНЗами України.
При Інституті фізики напівпровідників імені В. Є. Лашкарьова НАН України діє госпрозрахункове Спеціальне конструкторсько-технологічне бюро з дослідним виробництвом (СКТБ з ДВ).
Інститут активно використовує нові форми організації наукових досліджень та впровадження їх результатів. Так, в Інституті діють наступні організації і підрозділи:
- технологічний парк «Напівпровідникові технології і матеріали, оптоелектроніка та сенсорна техніка»;
- центр колективного користування приладами НАН України «Діагностика напівпровідникових матеріалів, структур та приладних систем» ;
- випробувальна лабораторія голографічних захисних елементів (сертифікована за міжнародним стандартом ISO 9001);
- центральна випробувальна лабораторія напівпровідникового матеріалознавства (атестат акредитації Укр. Державного виробничого центру стандартизації, метрології та сертифікації за №ПТ-0400/01 від 28.12.2001 р.);
- центр випробувань фотоперетворювачів та фотоелектричних батарей (атестат акредитації Держспоживстандарту України за № ПТ-0327/03 від 20.04.2003 р.).